# Epeolus
Epeolus (лат.) — род земляных пчёл-кукушек из трибы Epeolini семейства Apidae (Nomadinae). Около 100 видов. Распространены повсеместно, кроме Австралии и Антарктиды.

## Распространение
Голарктика, Афротропика, Неотропика.
В Европе 17 видов, в том числе Epeolus cruciger (Panzer, 1799), Epeolus schummeli Schilling, 1848, Epeolus variegatus (Linnaeus, 1758).

## Описание
Мелкие слабоопушенные пчёлы, с беловато-жёлтыми отметинами на теле как у ос и рыжевато-красными ногами. Длина — 5—11 мм. Клептопаразиты пчёл рода Colletes, в гнёзда которых откладывают свои яйца. Имаго появляются в июне-июле и, как правило, на тех же растениях, что и их пчёлы-хозяева. Максиллярные щупики 1-члениковые. У самок на 6-м стерните брюшка расположены ланцетовидные, мелко зазубренные отростки. В переднем крыле три радиомедиальных ячейки, 1-я из них много крупнее 3-й. Вершина радиальной ячейки (по форме она эллиптическая) удалена от переднего края крыла. Задние голени со шпорами.

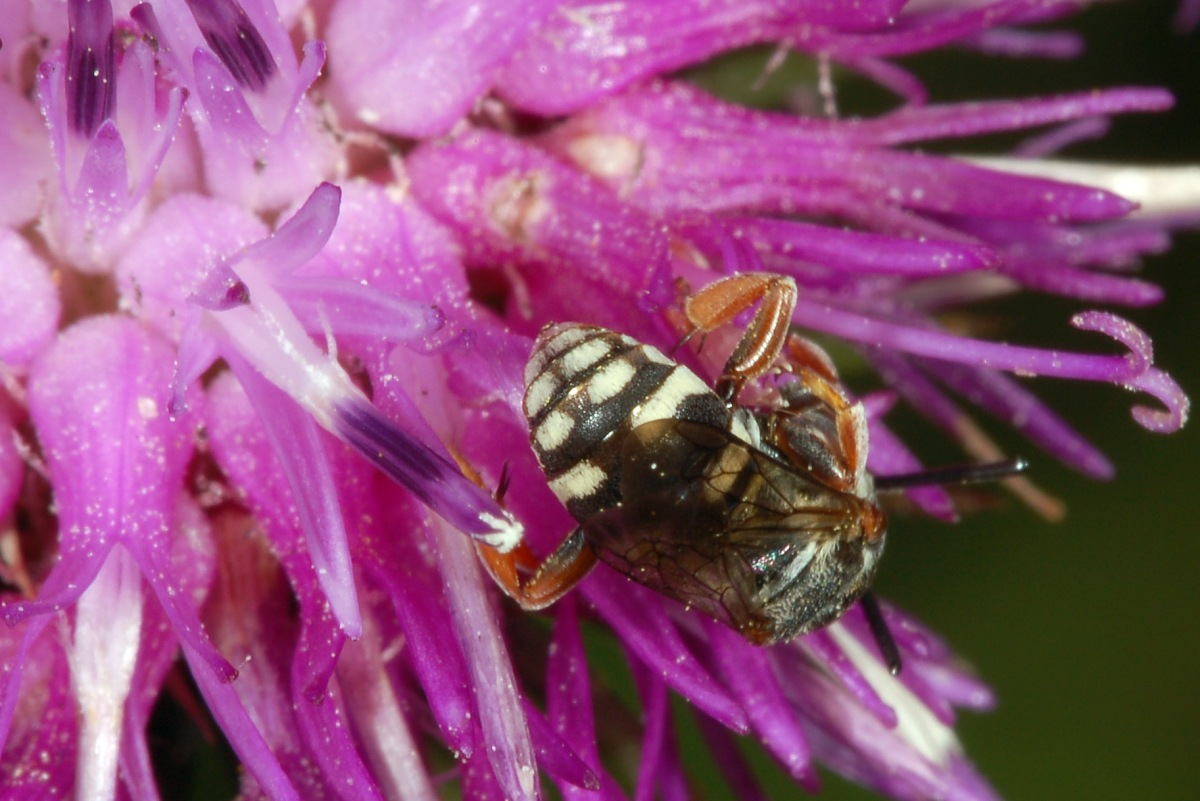
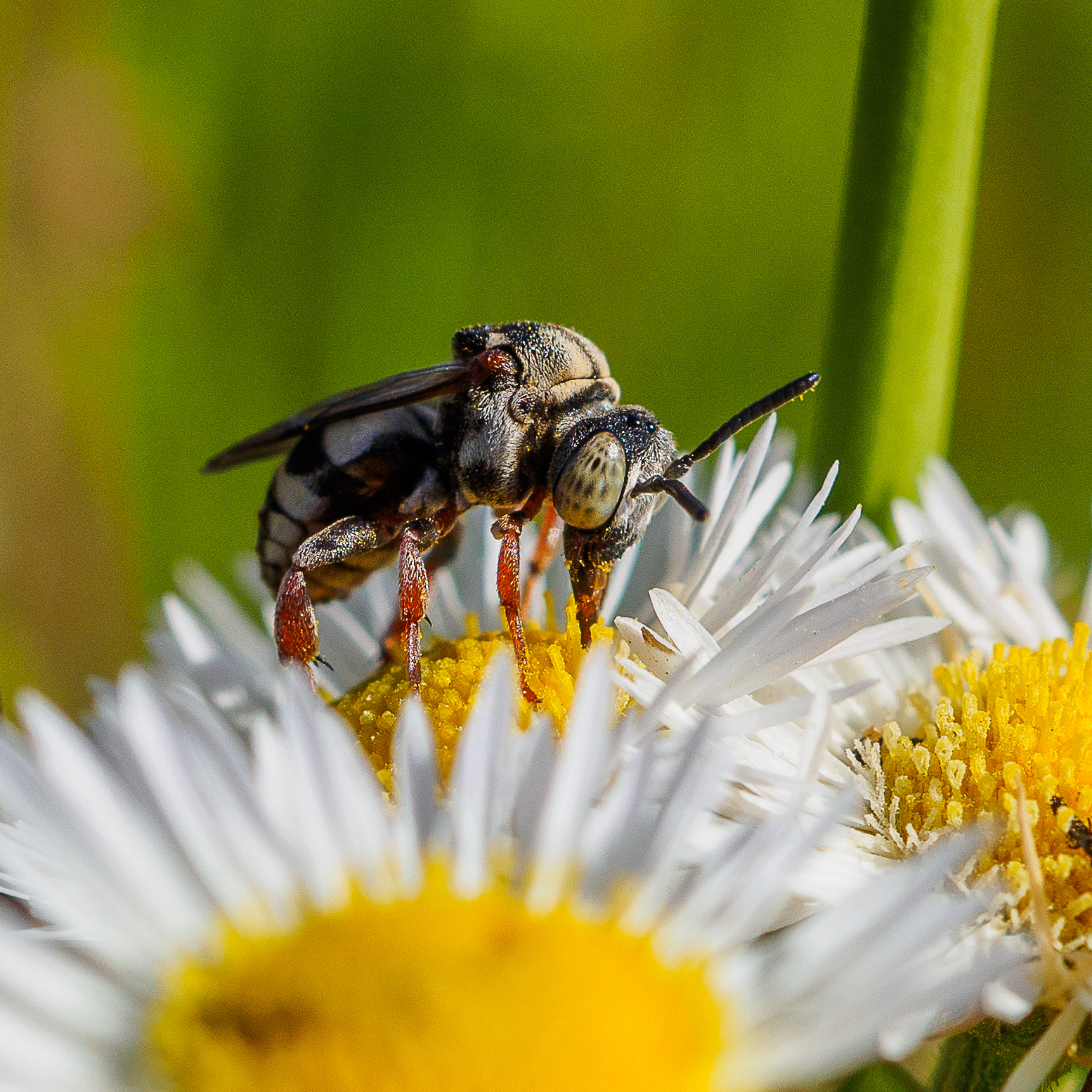

## Этимология
В 1802 году при первоописании рода французский энтомолог Пьер Латрейль не дал объяснения предложенному им названия роду пчёл. По предположению автора родовой ревизии Томаса Онуферко, имя Epeolus происходит от солдата Эпея (др.-греч. Ἐπειός), который в древнегреческой мифологии построил троянского деревянного коня, и что это было вдохновлено зловещим характером этих клептопаразитических пчёл-кукушек. Ещё несколько названий используют тот же корень в своей основое, например,  Epeoloides Giraud (Osirini), Parepeolus Ducke (Osirini), Protepeolini, Pseudepeolus Holmberg (Epeolini).

## Классификация
Более 100 видов.
- Epeolus ainsliei Crawford, 1932
- Epeolus alatus Friese, 1922
- Epeolus alpinus Friese, 1893
- Epeolus amabilis Gerstäcker, 1869
- Epeolus americanus (Cresson, 1878)
- Epeolus anticus (Walker, 1871)
- Epeolus arciferus Cockerell, 1924
- Epeolus asperatus Cockerell, 1909
- Epeolus asperrima (Moure, 1954)
- Epeolus assamensis Meade-Waldo, 1913
- Epeolus aureovestitus Dours, 1873
- Epeolus australis Mitchell, 1962
- Epeolus autumnalis Robertson, 1902
- Epeolus banksi (Cockerell, 1907)
- Epeolus barberiellus Cockerell, 1907
- Epeolus beulahensis Cockerell, 1904
- Epeolus bifasciatus Cresson, 1864
- Epeolus bischoffi (Mavromoustakis, 1954)
- Epeolus boliviensis Friese, 1908
- Epeolus caffer (Lepeletier, 1841)
- Epeolus canadensis Mitchell, 1962
- Epeolus carioca (Moure, 1954)
- Epeolus carolinus Mitchell, 1962
- Epeolus cestus Eardley, 1991
- Epeolus claripennis Friese, 1908
- Epeolus collaris Pérez, 1895
- Epeolus compactus Cresson, 1878
- Epeolus compar Alfken, 1937
- Epeolus coreanus Yasumatsu, 1933
- Epeolus corniculatus Bischoff, 1923
- Epeolus cruciger (Panzer, 1799)
- Epeolus crucis Cockerell, 1904
- Epeolus danieli  (Genaro, 2014)
- Epeolus diodontus Cockerell, 1934
- Epeolus erigeronis Mitchell, 1962
- Epeolus fallax Morawitz, 1872
- Epeolus fasciatus Friese, 1895
- Epeolus fervidus Smith, 1879
- Epeolus flavociliatus Friese, 1899
- Epeolus flavofasciatus Smith, 1879
- Epeolus floridensis Mitchell, 1962
- Epeolus friesei Brauns, 1903
- Epeolus fulviventris Bischoff, 1923
- Epeolus fulvopilosus Cameron, 1902
- Epeolus fumipennis Say, 1837
- Epeolus gabrielis Cockerell, 1909
- Epeolus gianellii Gribodo, 1894
- Epeolus glabratus Cresson, 1878
- Epeolus hitei Cockerell, 1908
- Epeolus howardi Mitchell, 1962
- Epeolus humillimus Cockerell, 1918
- Epeolus ilicis Mitchell, 1962
- Epeolus intermedius Pérez, 1884
- Epeolus interruptus Robertson, 1900
- Epeolus ishikawai Tadauchi & Schwarz, 1999
- Epeolus japonicus Bischoff, 1930
- Epeolus julliani Pérez, 1884
- Epeolus kristenseni Friese, 1915
- Epeolus lanhami Mitchell, 1962
- Epeolus lectoides Robertson, 1901
- Epeolus lectus Cresson, 1878
- Epeolus luteipennis Friese, 1917
- Epeolus lutzi Cockerell, 1921
- Epeolus melectiformis Yasumatsu, 1938
- Epeolus melectimimus Cockerell & Sandhouse, 1924
- Epeolus mercatus Fabricius, 1804
- Epeolus mesillae (Cockerell, 1895)
- Epeolus minimus (Robertson, 1902)
- Epeolus minutus Radoszkowski, 1888
- Epeolus montanus (Cresson, 1878)
- Epeolus natalensis Smith, 1879
- Epeolus nigra (Michener, 1954)
- Epeolus novomexicanus Cockerell, 1912
- Epeolus odontothorax (Michener, 1954)
- Epeolus olympiellus Cockerell, 1904
- Epeolus peregrinus Cockerell, 1911
- Epeolus pictus Nylander, 1848
- Epeolus pilatei Cockerell, 1924
- Epeolus productulus Bischoff, 1930
- Epeolus productus Bischoff, 1930
- Epeolus pubescens Cockerell, 1937
- Epeolus pulchellus Cresson, 1865
- Epeolus pusillus Cresson, 1864
- Epeolus pygmaeorum Cockerell, 1932
- Epeolus rasnitsyni Astafurova et Proshchalykin, 2021
- Epeolus rubrostictus Cockerell & Sandhouse, 1924
- Epeolus rufomaculatus Cockerell & Sandhouse, 1924
- Epeolus rufothoracicus Bischoff, 1923
- Epeolus rufulus Cockerell, 1941
- Epeolus rugosus Cockerell, 1949
- Epeolus schraderi (Michener, 1954)
- Epeolus schummeli Schilling, 1849
- Epeolus scutellaris Say, 1824
- Epeolus siculus Giordani Soika, 1944
- Epeolus sigillatus Alfken, 1930
- Epeolus tarsalis Morawitz, 1874
- Epeolus tibetanus Meade-Waldo, 1913
- Epeolus transitorius Eversmann, 1852
- Epeolus tristicolor Viereck, 1905
- Epeolus tristis Smith, 1854
- Epeolus tsushimensis Cockerell, 1926
- Epeolus variegatus (Linnaeus, 1758)
- Epeolus variolosus (Holmberg, 1886)
- Epeolus vernalis Mitchell, 1962
- Epeolus vinogradovi Popov, 1952
- Epeolus weemsi Mitchell, 1962
- Epeolus zonatus Smith, 1854

- Другие виды (2018)[2]: Epeolus andriyi Onuferko, 2018, Epeolus attenboroughi Onuferko, 2018, Epeolus axillaris Onuferko, 2018, Epeolus basili Onuferko, 2018, Epeolus brumleyi Onuferko, 2018, Epeolus chamaesarachae Onuferko, 2018, Epeolus deyrupi Onuferko, 2018, Epeolus diadematus Onuferko, 2018, Epeolus ferrarii Onuferko, 2018, Epeolus gibbsi Onuferko, 2018, Epeolus inornatus Onuferko, 2018, Epeolus nebulosus Onuferko, 2018, Epeolus packeri Onuferko, 2018, Epeolus splendidus Onuferko, 2018, Epeolus tessieris Onuferko, 2018.
- Другие виды (2019)[8]: Epeolus hanusiae Onuferko, 2019, Epeolus  nomadiformis Onuferko, 2019, Epeolus  odyneroides Onuferko, 2019.

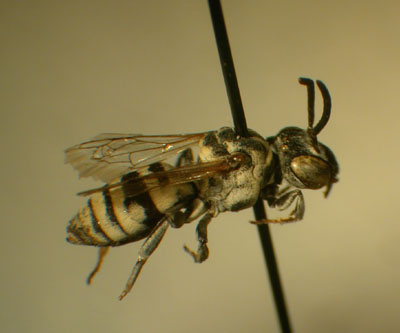
Epeolus minimus

- В 2024 году несколько видов Epeolus были синонимизированы с видами рода Triepeolus: Epeolus rugulosus, E. metatarsalis (→ Triepeolus mexicanus); E. lectiformis (→ Triepeolus rhododontus), E. permixtus, E. sarothrinus (→ Triepeolus segregatus)[10].